# Xã Des Lacs, Quận Ward, Bắc Dakota
Xã Des Lacs (tiếng Anh: Des Lacs Township) là một xã thuộc quận Ward, tiểu bang Bắc Dakota, Hoa Kỳ. Năm 2010, dân số của xã này là 85 người.